# تونی تنسر
تونی تنسر (انگلیسی: Tony Tenser، زاده ۱۰ اوت ۱۹۲۰ - درگذشته ۵ دسامبر ۲۰۰۷) تهیه‌کننده اهل انگلستان است.

## فیلم‌شناسی
- انزجار (۱۹۶۵)
- بن‌بست (۱۹۶۶)
- ۱۹۱۷ (۱۹۶۸)
- زیبای سیاه (۱۹۷۱)